# Harry Schwarz
Harry Heinz Schwarz (13. maj 1924 – 5. februar 2010) var en sydafrikansk advokat og politiker og fremtrædende leder i anti-apartheidbevægelsen. Han var leder af Reformpartiet. Fra 1991-1995 var han sydafrikansk ambassadør i USA.